# Mimulopsis catatii
Mimulopsis catatii är en akantusväxtart som beskrevs av Raymond Benoist. Mimulopsis catatii ingår i släktet Mimulopsis och familjen akantusväxter. Inga underarter finns listade i Catalogue of Life.